# チャペルクロス原子力発電所
チャペルクロス原子力発電所(英語: Chapelcross nuclear power station)は、スコットランド南西のダンフリーズ・アンド・ガロウェイのアナン近郊に存在するマグノックス炉の原子力発電所。セラフィールドのコールダーホール原子力発電所の姉妹原子炉とともに英国原子力公社に運用、委託されていた。第一の目的はイギリスの核兵器計画のための兵器級プルトニウムの生産であったが、送電網のための電力発電もおこなっていた。
現在は廃炉に向けて解体中である。

## 位置
チャペルクロスはスコットランド南西部ダンフリーズ・アンド・ガロウェイのアナンダル・エスケダル地区のアナン北東3kmの位置にあり、第二次世界大戦時はRAFアナンとよばれる訓練空港だった92ヘクタールの敷地に存在する。最寄の集落はクレサ(Creca)。

## 歴史
チャペルクロスはカンブリアのコールダーホールの姉妹炉である。
建設はミッチェル建設によって行われ、1959年に完成された。第一の目標は英国の核兵器用のプルトニウムを生産する計画(WE.177)であり、電力生産は副産物と考えられていた。
ダンフリーズ統監サー・ジョン・クラッブによってチャペルクロスワークスは1959年5月2日に公式に開かれた。1971年に政府の行動で英国核燃料会社が設立されるまでは英国核燃料公社(BNFL)の生産グループによって所有と運用が行われた。チャペルクロス原子炉はBNFLの傘下法人で政府によって運営されていた原子力事業を2005年4月に構造改革するまでBNFLの発電事業の旗の下でコールダーホール炉と連携して運用された。
チャペルクロスは60MWeを発電可能な4機のマグノックス炉を保有していた。原子炉は英国原子力公社が、タービンはパーソンズが供給した。
すべての原子炉の所有資産と負債は2004年に新しいエネルギー法で設立された原子力廃止措置機関に移行された。発電所はその後英国原子力グループとマグノックス・エレクトリックの2層構造モデルによる発電所運営企業(SMC)と発電所ライセンス企業(SLC)に運用された。
2007年6月、エナジーソリューションは英国原子力グループからマグノックスノースとマグノックスサウスの2つの部門からなるSMCを購入した。
2001年に幾つかの重要事象によって、最終燃料排出を可能にするため原子力施設検査局によって付与されたライセンス文書を請け負おうと1000万ポンドを費やしてBNFLはコールダーホールとチャペルクロスの燃料経路を現代の基準に近くアップグレードすることとなった。工学作業はBNS原子力サービス(旧Alstec)によって行われた。
発電は2004年6月に中止された。

## 原子炉
| 原子炉                | 原子炉形式     | 正味発電量 | 総発電量 | 建設開始      | 送電網同期    | 商用運転      | 停止          |
| --------------------- | -------------- | ---------- | -------- | ------------- | ------------- | ------------- | ------------- |
| 1号機 (Chapelcross-1) | マグノックス炉 | 48 MW      | 60 MW    | 1955年10月1日 | 1959年2月1日  | 1959年3月1日  | 2004年6月29日 |
| 2号機 (Chapelcross-2) | マグノックス炉 | 48 MW      | 60 MW    | 1955年10月1日 | 1959年7月1日  | 1959年8月1日  | 2004年6月29日 |
| 3号機 (Chapelcross-3) | マグノックス炉 | 48 MW      | 60 MW    | 1955年10月1日 | 1959年11月1日 | 1959年12月1日 | 2004年6月29日 |
| Chapelcross-4         | マグノックス炉 | 48 MW      | 60 MW    | 1955年10月1日 | 1960年1月1日  | 1960年3月1日  | 2004年6月29日 |

### 原子炉設計
原子炉の設計は基本的にコールダーホール原子炉と同じであり、4機の180MWtの黒鉛減速二酸化炭素冷却炉のマグノックス炉であった。違いは発電所のレイアウトにあり、最初から4基1組の発電所として委託されていたため、その他の2基1組で2施設からなるコールダーホール発電所のような例よりコンパクトになっていた。単一のタービンホールは8基のタービンを収容しており、もともと23MWであったが、後に30MWに改良され、原子炉の熱出力は公称で265MWに改良された。
第1原子炉はコールダーホール炉と同じ設計であったが、2〜4号の燃料チャネルには運用中の照射による黒鉛のダメージの効果を制限するためバルク減速体が80°Cで運用できるように原子炉用黒鉛スリーブが装着されていた。原子炉の2機は英国の戦略核抑止力やリチウム標的材料の中性子吸収効果を相殺するために必要な濃縮ウラン燃料のトリチウムの生産に使われた。

## 施設
発電所の南部はモジュラー管理塔、4機の原子炉建屋、タービンホール、整備工場、店舗、燃料要素冷却池、トリチウム生産工場(チャペルクロス加工工場)、フラスコ取扱施設などが存在した。発電所の北部はハンガーの遺構や黒鉛取扱研究所、セラフィールドの再処理で生じた10,000ドラム程度のマグノックス三酸化劣化ウランを収納していた大型ビルなどが存在した。
液体廃水は5kmのパイプラインを通してソルウェー湾に処分された。すべての環境排出はスコットランド環境保護庁によって規制される年間排出許可の対象となった

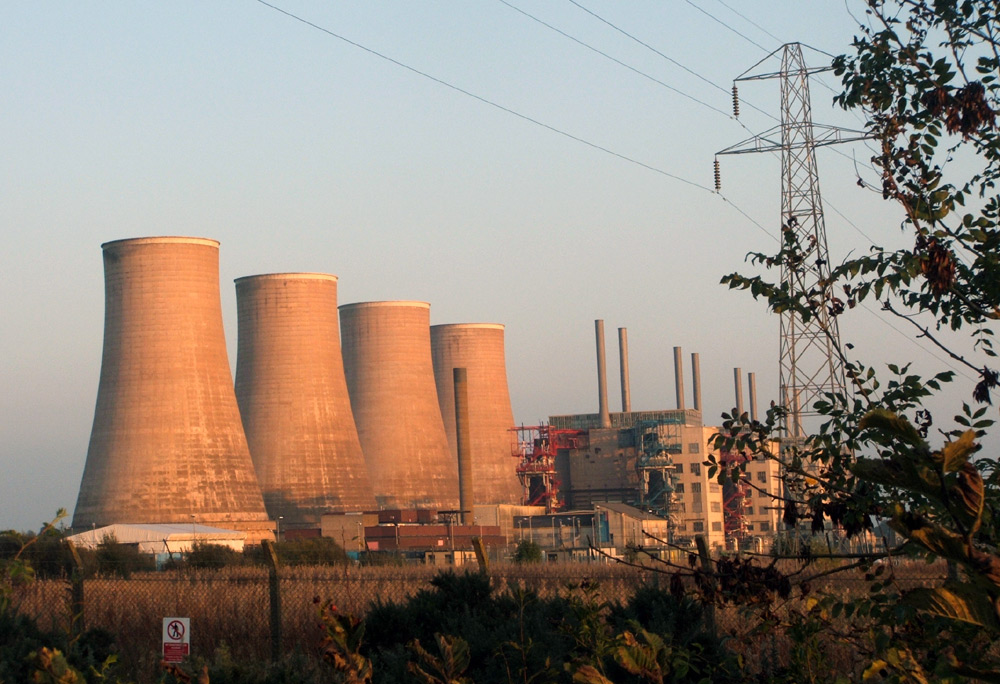
チャペルクロス原子力発電所

チャペルクロスは1980年から2005年までポラリスやトライデント戦略核抑止力のためのトリチウムを生産していた。トリチウム生産は中性子によるリチウムターゲット物質の照射で達成され、トリチウムガスはチャペルクロス加工工場で抽出された。この工場は国防省に代わって英国核燃料会社によって運営された。物質は安全な道路輸送を通してオルダーマストンに移動された。核兵器計画への関与のため、1998年までこの施設は国際保障措置の対象ではなかった。

## 経緯・事故

### 1個のチャネルでの燃料被覆管融解(1967年5月)
商業炉計画のための評価中であった2号機の燃料棒が挿入された1個のチャネルの燃料が黒鉛の破片によって部分的に閉塞された。燃料はオーバーヒートし、マグノックス被覆が破損し、原子炉の一部に汚染が堆積された。原子炉は1969年のクリーンアウト操作の成功後再開され、最終的に2004年2月まで運用を続けた。

### 重大事故(1978年)
議会速記の応答参照120714には2000年5月5日の回答が書かれており、BNFLがチャペルクロスで重大事故を起こしたために200ポンドが科されたことを示している。

### ボイラー胴欠陥(1997年6月)
超音波検査中に2号機の第6熱交換器のブラケットと関係した亀裂が発見された。欠陥の試料の冶金検査によって以下のことがわかった。
- (a) 亀裂は製造中に工場でできたもので、(現代の圧力容器規定要件よりかなりの過剰圧力である)設計圧力の2.35倍の加圧試験前から存在した。
- (b) 運用中の疲労亀裂成長の証拠はなかった。
- (c) 亀裂がある場所の素材は設計で指定されたものと異なっていた。類似した素材は他の熱交換器でも特定されており、構造の重要部に亀裂の拡大がないことが総点検の間に明らかになっていた。原子力規制局は材料が適切であると考えており、熱交換器の安全事例の境界の中にあるとした[6][7]。

### 照射済み燃料要素による労働者の被爆(2001年第1四半期)
2号機の燃料組み込み作業中、原子炉から引き抜いている間、放射済み燃料要素を保持するために使われるグラブから開放することに失敗し、グラブを開放するためにルーチンメソッドが利用された。しかしながら照射済燃料要素は運用中に引っかかり、シールドされている場所から持ち上げられ、その結果、パイルキャップの運用者が燃料から放たれる強烈な放射線にさらされた。担当者が迅速に対応したため、受けた放射線量は少なかった。
この事故は燃料補給作業の安全の不足を明らかにし、免許者は事故を調査し、機器の安全性を確かめるまでの間すべての燃料補給作業を停止する緊急措置を取った。原子力規制局はこの事故を調査し、不十分な設計や機器の運用によるものであったと判断した。この事故は国際原子力事象尺度のレベル1に分類されている。

### マグノックス使用済み三酸化ウランの漏れ出し(2001年7月)
雨水の浸入と浸出で少量のマグノックス劣化ウランが一部腐食した軟鋼のドラムから漏れ出した。劣化ウランは三酸化ウランを含んでおり、これは自然由来のウランよりも放射毒性は低いものの、科学毒性は鉛と同様であった。高い密度と低い溶解度のため、遠くに分散する傾向はなく、乾燥した漏出物は簡単に除去できた。この物質はカペンハーストを含む大型施設で軟鋼のドラムに保存されていた。BNFLはビルの構造をアップグレードし、もともとのドラムはステンレス鋼のドラムでオーバーパックされ、長期保存のためカペンハースト濃縮工場に移動された。

### 照射済燃料要素のバスケット落下 (2001年7月)
3号機の定期燃料抜き取り活動の途中、24本の低率照射マグノックス燃料棒を含むバスケットが排出装置の範囲内で数フィート落下し燃料交換シャフトの上部にあるドアに落ちた。リモートTVカメラによる検査でよって12個の燃料棒が80フィート落下し、交換シャフトから底部の水の満ちた輸送フラスコに落ちていることが明らかになった。原子力規制局はこのような場合であっても照射済燃料棒の落下が深刻な問題であるとして調査を開始し、BNFLは放射線の排出がなかったと説明した。

### 炉心に関わるチャージパンの落下(2001年9月)
運用中の照射によって原子炉内の黒鉛減速体ブロックが収縮したため、これらの上部の幾つかの鉄製チャージパンは間質性チャネルの設計位置から外れてしまい、Burst Can Detectionの配管からぶら下がった。これは2~4号機と炉心設計の異なる1号機に最も影響があった。BNFLは適切な安全ケースの製造や経済的な修復を行うことができなかったために、1号機は2001年8月の一年間の停電から発電に戻ることはなかった。4号機の原子炉は修理されたが、この原子炉は修復後も発電に戻らなかった。

## 廃炉
保健安全執行部は2005年9月26日にMagnox Electricの下でのチャペルクロスの廃炉計画に同意を与えた。廃炉の目に見える最初の進展は2007年5月20日9時に行われた4機の双曲面設計のコンクリート冷却塔の制御解体であった。爆発は冷却塔のシェルの部分の除去のために計画された。円周のおおよそ3分の2と、シェルの足の3分の2が爆発によって除去され、これによって各タワーは制御された崩壊を起こした。爆発の衝撃が順次伝わり、91mのタワーはものの10秒で25,000トンの瓦礫になった。コールダーホールのものも2007年8月29日に破壊された。
地元の人々のいくらかは地元の産業遺産のシンボルの破壊に反対している。塔は地元のランドマークと考えられており、良好な気象条件下では50マイル離れても見ることができる。英国原子力グループとNDAは廃炉や原子力施設のの運用後のクリーンアウトよりも従来型の解体を優先している。冷却塔1の殻の大部分は外観に建設の不備に起因する目に見える膨れあるにもかかわらず爆破に耐えるよう管理されている
2012年12月には4機の原子炉のうち3機から燃料が取り出され、2013年代半ばにはすべての燃料が取り出されることが予測される。

## 註
1. ↑  Indictment: Power & Politics in the Construction Industry, David Morrell, Faber & Faber, 1987, ISBN 978-0-571-14985-8
2. 1 2  “Nuclear Power Plants in the UK - Scotland and Wales”.   Industcards.com. 2012年12月24日閲覧。
3. ↑  Convention on Nuclear Safety Questions Posted To United Kingdom in 2005 Seq. No. 16 HSE 2005
4. ↑  Power Reactor Information System der IAEA: „United Kingdom of Great Britain and Northern Ireland: Nuclear Power Reactors“ (englisch)
5. ↑  House of Commons written answers 5 May 2000
6. ↑  Nuclear Safety Newsletter, Issue 14 Archived 2007年6月11日, at the Wayback Machine. HM Nuclear Installations Inspectorate, October 1997
7. ↑  Nuclear Safety Newsletter, Issue 15 Archived 2006年9月24日, at the Wayback Machine. HM Nuclear Installations Inspectorate, February 1998
8. ↑  “Statement of nuclear incidents at nuclear installations”.   United Kingdom Health and Safety Executive. 2008年1月9日閲覧。
9. 1 2  “Chapelcross - Quarterly Report for 1 July 2001 to 30 June 2002”.   HM Nuclear Installations Inspectorate. 2008年12月2日時点のオリジナルよりアーカイブ。2008年1月9日閲覧。
10. ↑  “An investigation into a dropped fuel element incident at Chapelcross Nuclear Power Station” (PDF).   HM Nuclear Installations Inspectorate. 2006年6月25日時点のオリジナルよりアーカイブ。2008年1月9日閲覧。
11. ↑  Nuclear cooling towers demolished BBC News, 22 May 2007
12. ↑  “BBC News - Chapelcross nuclear plant reaches defuelling milestone”. BBC Online. (2012年12月24日) 2012年12月24日閲覧。